# GENIO e
GENIO e（ジェニオ イー）は、東芝が製造、販売していた、Pocket PCを搭載したPDAのシリーズである。
2001年に、日本で初めてコンパクトフラッシュとSDメモリーカードの2スロットを搭載したPDA、初代 "GENIO e550" を発売した。後期にはローエンドモデルも発売したが、全体的に、当時としては業界最高レベルの高性能機種を次々と発売していたのが特徴的である。だが、PDA市場の縮小に伴い、日本での新機種の投入は2004年を最後に終了、現在は製造も全て終了している。
なお GENIO（ジェニオ）という名称は、同社が1997年に発売した「ポケットコミュニケータ」と称するPHS内蔵型のPDA "GENIO PCV100" で初めて用いられたものであるが、その後継機種は発表されることなく名前のみが "GENIO e" として本シリーズに引き継がれた。

## 機種

### 日本向け製品
GENIO e550
2001年8月発売の初代GENIO e。Pocket PC搭載。CPUはStrongARM(206MHz)。日本初の2スロットPocket PC。
GENIO e550X
2001年12月発売。Pocket PC 2002を搭載し、内蔵メモリを増設。外見は初代とほぼ同様である。初代をe550X相当にするサービスも実施された。
GENIO e550G
2002年6月発売。CPUがPXA250(400MHz)になったほか、デザインも見直された。これ以降の型番に "550" と付く機種は、全てこのデザインを踏襲している。
GENIO e550GX / GENIO e550GS
2002年11月発売。GXはRAM容量が128MB、GSはリモコン付きイヤホンが付属。
GENIO e550C / GENIO e550GD
2003年3月（GENIO e550Cは4月）発売。CPUがPXA255(400MHz)に変更。Cには31万画素CCDカメラを搭載、GDには広辞苑およびジーニアス英和・和英辞書を搭載している。
GENIO e350
2003年8月発売。Pocket PC 2003を搭載し、CPUはPXA255(300MHz)を採用。これまでのモデルとは一線を画し、カードスロットがSDメモリーカードスロットのみの薄型・軽量モデルである。
GENIO e550CT / GENIO e550DT / GENIO e550GT
2003年10月発売。CPUがPXA255(400MHz)。CTは31万画素CCDカメラを搭載、DTは広辞苑およびジーニアス英和・和英辞書を搭載。
GENIO e400
2003年12月発売。CPUはPXA263(300MHz)。350同様、カードスロットがSDメモリーカードスロットのみの薄型・軽量モデルである。
GENIO e830W / GENIO e830
2004年9月発売。Pocket PC 2003 Second Editionを搭載し、CPUはPXA272(520MHz)を採用。GENIO e初のVGA液晶ディスプレイ搭載モデルである。e830Wは無線LAN、Bluetoothにも対応。2010年10月現在、これ以降の新機種の発表はない。

### 欧米向け製品
- GENIO e310
- GENIO e330
  - GENIO e335
- GENIO e355
- GENIO e400
  - GENIO e405
- GENIO e450
- GENIO e550
- GENIO e550g
- GENIO e570
- GENIO e740
- GENIO e750
  - GENIO e755
- GENIO e800
  - GENIO e805
- GENIO e830